# Décathlon aux Jeux olympiques d'été de 1956
Pour un article plus général, voir Athlétisme aux Jeux olympiques d'été de 1956.
Navigation
Helsinki 1952 Rome 1960
Le décathlon masculin des Jeux olympiques d'été de 1956 s'est déroulé le jeudi 29 et le vendredi 30 novembre 1956 à Melbourne ; 15 athlètes y ont participé.

## Records
| Record du monde  | 7 985 pts | Rafer Johnson  | États-Unis | 11 juin 1955 | Kingsburg |
| Record olympique | 7 887 pts | Robert Mathias | États-Unis | Juillet 1952 | Helsinki  |

## Résultat final
| Place | Athlète            | Pays                       | Points         |
| ----- | ------------------ | -------------------------- | -------------- |
| 1er   | Milton Campbell    | États-Unis                 | 7 937 pts (RO) |
| 2e    | Rafer Johnson      | États-Unis                 | 7 587 pts      |
| 3e    | Vasily Kuznetsov   | Union soviétique           | 7 465 pts      |
| 4e    | Uno Palu           | Union soviétique           | 6 930 pts      |
| 5e    | Martin Lauer       | Équipe unifiée d'Allemagne | 6 930 pts      |
| 6e    | Walter Meier       | Équipe unifiée d'Allemagne | 6 773 pts      |
| 7e    | Torbjorn Lassenius | Finlande                   | 6 565 pts      |
| 8e    | Chuan-Kwang Yang   | Taipei chinois             | 6 521 pts      |
| 9e    | Patrick Leane      | Australie                  | 6 427 pts      |
| 10e   | John Cann          | Australie                  | 6 278 pts      |
| 11e   | Ian Bruce          | Australie                  | 6 025 pts      |
| 12e   | Reze Farabi        | Iran                       | 5 103 pts      |
| —     | Robert Richards    | États-Unis                 | Abandon        |
| —     | Yury Koutenko      | Union soviétique           | Abandon        |
| —     | Walter Herssens    | Belgique                   | Abandon        |

### Résultats détaillés

#### 100 mètres
| Place | Athlète            | Temps manuel               | Points |         |
| ----- | ------------------ | -------------------------- | ------ | ------- |
| 1er   | Milton Campbell    | États-Unis                 | 10 s 8 | 990 pts |
| 2e    | Rafer Johnson      | États-Unis                 | 10 s 9 | 948 pts |
| 2e    | John Cann          | Australie                  | 10 s 9 | 948 pts |
| 4e    | Martin Lauer       | Équipe unifiée d'Allemagne | 11 s 1 | 870 pts |
| 5e    | Chuan-Kwang Yang   | Taipei chinois             | 11 s 2 | 834 pts |
| 5e    | Vasily Kuznetsov   | Union soviétique           | 11 s 2 | 834 pts |
| 7e    | Walter Meier       | Équipe unifiée d'Allemagne | 11 s 3 | 800 pts |
| 8e    | Patrick Leane      | Australie                  | 11 s 4 | 768 pts |
| 9e    | Uno Palu           | Union soviétique           | 11 s 5 | 737 pts |
| 10e   | Yury Koutenko      | Union soviétique           | 11 s 6 | 707 pts |
| 11e   | Robert Richards    | États-Unis                 | 11 s 7 | 678 pts |
| 11e   | Ian Bruce          | Australie                  | 11 s 7 | 678 pts |
| 13e   | Torbjorn Lassenius | Finlande                   | 11 s 8 | 650 pts |
| 13e   | Walter Herssens    | Belgique                   | 11 s 8 | 650 pts |
| 15e   | Reze Farabi        | Iran                       | 12 s 1 | 572 pts |